# Pradip Mukherjee
Pradip Mukherjee, también conocido como Pradip Mukhopadhyay, (Calcuta; 11 de agosto de 1946-Calcuta; 29 de agosto de 2022) fue un actor y dramaturgo indio que actuó principalmente en películas bengalíes. Aunque no fue famoso por actuar en las principales películas bengalíes, Pradip Mukherjee recibió elogios de la crítica por su actuación en películas como Jana Aranya de Satyajit Ray, Dooratwa de Buddhadeb Dasgupta y Utsab de Rituparno Ghosh.

## Primeros años
Pradip Mukherjee nació en el seno de una familia de clase media y creció en el área de Chorbagan de Shimla en Calcuta. Completó su educación secundaria en Hare School en 1965 y se graduó en el City College de Calcuta en 1970. Comenzó a estudiar derecho obteniendo el título en 1973.

## Carrera como actor
Durante su paso por la universidad, Pradip Mukherjee tomó clases de teatro y se unió a academias teatrales. Actuó en varias obras en el Teatro Tapan de Calcuta. Luego de graduarse en la carrera de derecho, trabajó a tiempo completo como abogado y actuó en obras de teatro durante los fines de semana. En 1974, conoció a Satyajit Ray, quien, impresionado con su actuación mientras actuaba para el Grupo de Teatro Nakshatra, lo eligió para su última película de la trilogía de Calcuta, Jana Aranya. La película recibió elogios de la crítica y ganó varios premios, incluido el Premio Karlovy Vary en 1976. También ganó los Premios Filmfare East al Mejor Actor en 1976.
Más adelante en su carrera, actuó en películas aclamadas por la crítica como Dooratwa (1981) y Utsab (2001).

## Vida personal
Pradip Mukherjee se casó en 1977 y tuvo un hijo y una hija. Además de actuar, trabajó a tiempo completo como asesor fiscal en Lake Town, área de Patipukur en el este de Calcuta.
Muhkherjee murió en un hospital de Calcuta el 29 de agosto de 2022, a los 76 años, por complicaciones de una infección pulmonar.

## Filmografía
- Jana Aranya (1976)
- Golap Bou (1978)
- Dour (1979)
- Dooratwa (1981)
- Durer Nadi (1982)
- Ashleelotar Daye (1983)
- Lalita (1984)
- Anweshan (1985)
- Chopper (1987)
- Madhuganjer Sumati (1988)
- Sati (1990)
- Manabpremik Nimai (1991)
- Anandaniketan (1991)
- Purushottam (1992)
- Hirer Angti (1992)
- Shakha Proshakha (1992)
- Ami O Maa (1994)
- Baksho Rahashya (1996)
- Kalratri (1997)
- Dahan (1998)
- Chaka (2000)
- Utsab (2001)
- Mondo Meyer Upakhyan (2003)
- Sangram (2005)
- Faltu (2006)
- Bibar (2006)
- Eti (2008)
- Gorosthaney Sabdhan (2010)
- Ami Aadu (2011)
- Shatru (2011)
- Mayabazaar (2012)
- Jekhane Bhooter Bhoy (2012)
- Maach Mishti & More (2013)
- Swabhoomi (2013)
- Goynar Baksho (2013)
- Badshahi Angti (2014)
- Shajarur Kanta (2015)
- Kahaani 2 (2016)
- The Parcel (2020)
- Torulatar Bhoot (2021)